# Đảo Moen

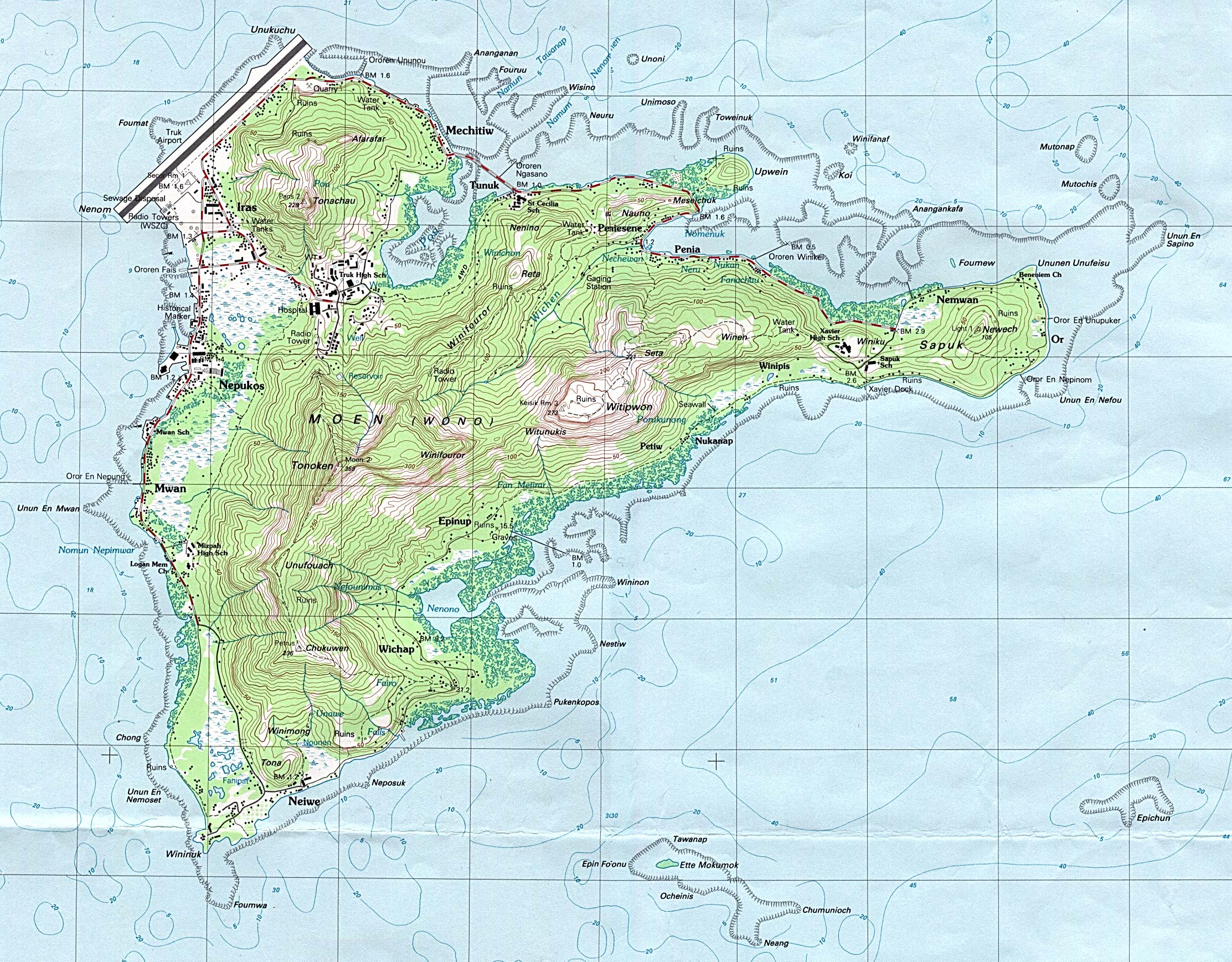
Hình ảnh bản đồ đảo Moen

Moen, cũng gọi là Weno hay Wono, là một hòn đảo ở phá Truk, nhóm đảo chính của bang Chuuk ở Liên bang Micronesia.
Moen là đảo lớn thứ hai của Chuuk, sau Tol, với diện tích 18,8 km², và là đảo đông dân nhất với dân số 17.915, gần 1/3 dân số của bang này (54.585 người năm2007). Đảo này trùng với đô thị Weno, là thủ phủ bang Chuuk.